# Resultados do Carnaval de Nova Iguaçu
Este é um anexo com os resultados do Carnaval de Nova Iguaçu.

## 2005
| Pos | Escolas                      | Pts | Classificação ou rebaixamento | Ref   |
| --- | ---------------------------- | --- | ----------------------------- | ----- |
| 1   | Unidos do Bandeirante        | N/D | Campeã do carnaval 2005       | [ 1 ] |
| 2   | Flor de Iguaçu               | N/D |                               | [ 1 ] |
| 3   | Acadêmicos do Boi            | N/D | [ 1 ]                         |       |
| 4   | Império do Cabuçu            | N/D | [ 1 ]                         |       |
| 5   | Império da Uva               | N/D | [ 1 ]                         |       |
| 6   | Independente de Nova América | N/D | [ 1 ]                         |       |
| 7   | Tupi de Austin               | N/D | [ 1 ]                         |       |
| 8   | Esperança do Amanhã          | N/D | [ 1 ]                         |       |
| 9   | Palmeirinha                  | N/D | [ 1 ]                         |       |
| 10  | Imperatriz Iguaçuana         | N/D | [ 1 ]                         |       |

## 2006
| Pos | Escolas                      | Pts | Classificação ou rebaixamento | Ref   |
| --- | ---------------------------- | --- | ----------------------------- | ----- |
| 1   | Acadêmicos do Boi            | N/D | Campeã de 2006                | [ 1 ] |
| 2   | Flor de Iguaçu               | N/D |                               | [ 1 ] |
| 3   | Independente de Nova América | N/D | [ 1 ]                         |       |
| 4   | Santa Rita                   | N/D | [ 1 ]                         |       |
| 5   | Império de Cabuçu            | N/D | [ 1 ]                         |       |
| 6   | Bandeirante                  | N/D | [ 1 ]                         |       |
| 7   | Império da Uva               | N/D | [ 1 ]                         |       |
| 8   | Unidos de Santa Cecília      | N/D | [ 1 ]                         |       |
| 9   | Esperança do Amanhã          | N/D | [ 1 ]                         |       |
| 10  | Palmeirinha                  | N/D | [ 1 ]                         |       |
| 11  | Imperatriz Iguaçuana         | N/D | [ 1 ]                         |       |
| 12  | Tupi de Austin               | N/D | [ 1 ]                         |       |

## 2007
| Pos | Escolas                      | Pts  | Classificação ou rebaixamento | Ref   |
| --- | ---------------------------- | ---- | ----------------------------- | ----- |
| 1   | Império de Cabuçu            | 99,5 | Campeã de 2007                | [ 1 ] |
| 2   | Império da Uva               | 98   |                               | [ 1 ] |
| 3   | Flor de Iguaçu               | 98   | [ 1 ]                         |       |
| 4   | Independente de Nova América | 95   | [ 1 ]                         |       |
| 5   | Bandeirante                  | 94,5 | [ 1 ]                         |       |
| 6   | Santa Rita                   | 94   | [ 1 ]                         |       |
| 7   | Imperatriz Iguaçuana         | 92,5 | [ 1 ]                         |       |
| 8   | Acadêmicos do Boi            | 92   | [ 1 ]                         |       |
| 9   | Palmeirinha                  | 92   | [ 1 ]                         |       |
| 10  | Esperança do Amanhã          | 91   | [ 1 ]                         |       |
| 11  | Santa Cecília                | 88,5 | [ 1 ]                         |       |
| 12  | Tupi de Austin               | 84,5 | [ 1 ]                         |       |

## 2008
| Pos | Escolas        | Classificação ou rebaixamento | Ref   |
| --- | -------------- | ----------------------------- | ----- |
| 1   | Império da Uva | Campeã de 2008                | [ 1 ] |

## 2009
| Pos | Grupo    | Escolas           | Classificação ou rebaixamento | Ref   |
| --- | -------- | ----------------- | ----------------------------- | ----- |
| 1   | Especial | Império de Cabuçu | Campeã de 2009                | [ 1 ] |
| 1   | Acesso   | Três Corações     | Campeã de 2009                | [ 1 ] |

## 2010
Com a unificação dos grupos 1 e 2, não houve rebaixamento. Com isso a Nova Brasíla e a Flor de Iguaçu não cairam para o segundo grupo.
| Grupo Especial  | Grupo Especial       | Grupo Especial | Grupo Especial                | Grupo Especial |
| Pos             | Escolas              | Pts            | Classificação ou rebaixamento | Ref            |
| --------------- | -------------------- | -------------- | ----------------------------- | -------------- |
| 1               | Império da Uva       | 159.6          | Campeã de 2010                | [ 3 ] [ 1 ]    |
| 2               | Império de Cabuçu    | 159.2          |                               | [ 3 ] [ 1 ]    |
| 3               | Acadêmicos do Boi    | 158.8          | [ 3 ] [ 1 ]                   |                |
| 4               | Nova América         | 158.8          | [ 3 ] [ 1 ]                   |                |
| 5               | Três Corações        | 158.2          | [ 3 ] [ 1 ]                   |                |
| 6               | Esperança do Amanhã  | 158            | [ 3 ] [ 1 ]                   |                |
| 7               | Bandeirante          | 157.6          | [ 3 ] [ 1 ]                   |                |
| 8               | Imperatriz Iguaçuana | 157.2          | [ 3 ] [ 1 ]                   |                |
| 9               | Palmeirinha          | 153.5          | [ 3 ] [ 1 ]                   |                |
| 10              | Nova Brasília        | 152.9          | [ 3 ] [ 1 ]                   |                |
| 11              | Flor de Iguaçu       | Não desfilou   | Não desfilou                  | [ 3 ] [ 1 ]    |
| Grupo de acesso |                      |                |                               |                |
| 1               | Santa Rita           | N/D            | Grupo Especial em 2010        | [ 3 ] [ 1 ]    |

## 2011
Formou-se grupo único, que rebaxaria quatro escolas para voltar o grupo de acesso, o que no entanto após uma virada de mesa, que acabou com a ABESNI. fez que se criassem duas ligas (LIESNI e LEBESNI), voltando a formar mais um grupo único.
| Pos | Escolas              | Pts | Classificação ou rebaixamento | Ref   |
| --- | -------------------- | --- | ----------------------------- | ----- |
| 1   | Três Corações        | N/D | Campeã de 2011                | [ 1 ] |
| 2   | Império de Cabuçu    | N/D |                               | [ 1 ] |
| 3   | Império da Uva       | N/D | [ 1 ]                         |       |
| 4   | Bandeirante          | N/D | [ 1 ]                         |       |
| 5   | Nova Brasília        | N/D | [ 1 ]                         |       |
| 6   | Esperança do Amanhã  | N/D | [ 1 ]                         |       |
| 7   | Santa Cecília        | N/D | [ 1 ]                         |       |
| 8   | Nova América         | N/D | [ 1 ]                         |       |
| 9   | Imperatriz Iguaçuana | N/D | [ 1 ]                         |       |
| 10  | Santa Rita           | N/D | [ 1 ]                         |       |
| 11  | Palmeirinha          | N/D | [ 1 ]                         |       |
| 12  | Acadêmicos do Boi    | N/D | [ 1 ]                         |       |
| 13  | Flor de Iguaçu       | N/D | [ 1 ]                         |       |
| 14  | Tupi de Austin       | N/D | [ 1 ]                         |       |

## 2012
| Pos | Escolas              | Pts | Classificação ou rebaixamento | Ref         |
| --- | -------------------- | --- | ----------------------------- | ----------- |
| 1   | Império de Cabuçu    | N/D | Campeã de 2012                | [ 4 ] [ 5 ] |
| 2   | Acadêmicos do Boi    | N/D | Grupo Especial em 2013        | [ 4 ] [ 5 ] |
| 3   | Esperança do Amanhã  | N/D | Grupo Especial em 2013        | [ 4 ] [ 5 ] |
| 4   | Império da Uva       | N/D | Grupo Especial em 2013        | [ 4 ] [ 5 ] |
| 5   | Santa Rita           | N/D | Grupo Especial em 2013        | [ 4 ] [ 5 ] |
| 6   | Imperatriz Iguaçuana | N/D | Grupo Especial em 2013        | [ 4 ] [ 5 ] |
| 7   | Nova América         | N/D | Grupo Especial em 2013        | [ 4 ]       |
| 8   | Tupi de Austin       | N/D | Grupo Especial em 2013        | [ 4 ] [ 5 ] |
| 9   | Bandeirante          | N/D | Grupo Especial em 2013        | [ 4 ] [ 5 ] |
| 10  | Palmeirinha          | N/D | Grupo Especial em 2013        | [ 4 ] [ 5 ] |
| 11  | Nova Brasília        | N/D | Grupo de acesso em 2013       | [ 4 ] [ 5 ] |
| 12  | Santa Cecília        | N/D | Grupo de acesso em 2013       | [ 4 ] [ 5 ] |
| 13  | Arrastão da Lagoinha | N/D | Grupo de acesso em 2013       | [ 4 ] [ 5 ] |
| 14  | Flor do Iguaçu       | N/D | Grupo de acesso em 2013       | [ 4 ] [ 5 ] |

## 2013
O desfile foi realizado, mas sem competição, devido à demora no pagamento da subvenção pública. Nesse ano houve as estreias do Garras do Tigre e Arrastão de Miguel Couto como escolas de samba.

## 2015
O Afoxé Maxambomba, os blocos Unidos do Raciocínio e Dexa Queto e as escolas de samba do grupo de acesso: Flor de Iguaçu, Imperial de Nova Iguaçu, União de Miguel Couto, Garras do Tigre e Unidos de Santa Rita, desfilaram no sábado. A Imperatriz Iguaçuana já havia anunciado que não desfilaria.
Resultado:
- 1º lugar: União de Miguel Couto (promovida)
- 2º lugar: Santa Rita
- 3º lugar: Garras do Tigre
- 4º lugar: Flor de Iguaçu
- 5º lugar: Imperial de Nova Iguaçu

### Especial
No domingo, devido às chuvas, o desfile do Grupo Especial foi cancelado, e as escolas que ali desfilariam, remanejadas para desfilar no dia seguinte. Na segunda-feira, após os desfiles das escolas Nova Brasília, Santa Cecília e Esperança do Amanhã, ocorreu um incidente com um carro alegórico da Palmeirinha, ainda na concentração, quando um carro alegórico encostou num fio de alta tensão, atingindo três empurradores, que foram socorridos no Hospital da Posse, mas vieram a falecer. Tal incidente levou ao cancelamento dos desfiles restantes naquele Carnaval, bem como também o concurso.